# Бахаревич, Ольгерд Иванович
Ольге́рд Ива́нович Бахаре́вич (бел. Альгерд Бахарэвіч; род. 31 января 1975, Минск) — белорусский писатель
.

## Биография
Родился 31 января 1975 года в Минске. В 1997 году окончил филологический факультет БГПУ. После университета работал учителем, а потом — журналистом. Первые тексты опубликовал в 1993 году. В 90-е годы — один из основателей («столбов») литературно-художественного движения «Бум-Бам-Лит». В 2007—2013 годах жил в Гамбурге. В 2013 году переехал в Минск и женился на белорусской переводчице и поэтессе Юлии Тимофеевой. Имеет дочь от первого брака.
В августе-октябре 2020 года Бахаревич участвовал в акциях протеста. 2 декабря 2020 года стало известно, что Бахаревич выехал в Австрию (свой отъезд он назвал изгнанием, а не эмиграцией).

## Творчество
Ольгерд Бахаревич является автором полутора десятков книг прозы, в том числе романов «Сорока на виселице» (2009), «Шабаны. История одного исчезновения» (2012), «Дети Алиндарки» (2014), «Белая муха, убийца мужчин» (2015). В 2016 году вышла книга эссе «Сиреневый и черный. Париж через очки белорусской литературы».
В 2017 году в издательстве «Логвинов» вышел 900-страничный роман из шести частей «Собаки Европы», который называют opus magnum автора. Роман получил премию «Книга года», был высоко оценен критиками, представлен в Германии и в Украине, был отмечен в Беларуси независимой Читательской премией и второй премией Ежи Гедройца. В 2019 году в московском издательстве «Время» вышла русская версия «Собак Европы» (автор перевел роман на русский язык и фактически переписал его для этого издания). Русский перевод был номинирован на премию «Большая книга» и вошел в шорт-лист. В апреле 2021 года тираж романа был арестован на белорусско-литовской границе. 17 мая 2022 года суд Минского района признал роман «Собаки Европы» экстремистским материалом и внес в Республиканский список экстремистских материалов Республики Беларусь. «Собаки Европы» стали первым литературным художественным произведением в истории независимой Беларуси, которое было запрещено по решению суда.
Произведения Ольгерда Бахаревича переводились на английский, французский, немецкий, чешский, украинский, болгарский, словенский, русский, польский, литовский языки. В 2008 году вышел сборник избранных рассказов Ольгерда Бахаревича в переводе на польский язык «Talent do jąkania się». В 2010 году в лейпцигском издательстве «Leipziger Literaturverlag» роман «Сорока на виселице» вышел на немецком языке в переводе Томаса Вайлера. В 2015 году рассказ Бахаревича «Талант заикания» вошло в американскую антологию лучшей европейской короткой прозы «Best European Fiction». В 2017 году «Малая медицинская энциклопедия Бахаревича» вышла по-польски в люблинском издательстве «Warsztaty kultury» (перевод Миры Лукши). В 2018 году роман «Дети Алиндарки» вышел в издательстве «Le ver a soie» во французском переводе Елены Лопатневой. В 2019 году в московском издательстве «Время» вышла русская версия романа «Собаки Европы». В том же году в немецком издательстве edition fotoTAPETA вышел сборник избранных эссе Бахаревича «Berlin, Paris und das Dorf» («Берлин, Париж и эта деревня»; перевод с белорусского Томаса Вайлера и Тины Вюншманн).
Перевел сказку «Холодное сердце» Вильгельма Гауфа, которая вышла в конце 2009 года под одной обложкой с самостоятельным произведением, названном «Послесловие переводчика». Переводил с немецкого языка отдельные произведения братьев Гримм, Франца Кафки, Г. Г. Эверс, стихи Ганса Энценсбергера и других современных немецких поэтов. В 2011 году в переводе Ольгерда Бахаревича по-белорусски вышел роман современной немецкой писательницы Катрин Шмидт «Ты не умрешь», в 2014 — избранные сказки братьев Гримм (изд. «Логвинов»). Сотрудничает с журналом переводной литературы «ПрайдзіСвет».
Принимал участие в Берлинском литературном коллоквиуме, театральном фестивале в Люблине (Польша), литературных фестивалях «Vilenica» (Словения), «Lesefest Osteuropa» (Лейпциг, Германия), «Месяц авторского чтения» в Брно, международных литературных фестивалях в Украине, Литве, Чехии и других. Выступал на международных книжных ярмарках во Франкфурте, Лейпциге, Варшаве, Львове, Минске. В 2014 году представлял Беларусь на международной Европейской писательской конференции в Берлине.
В 2012 году после публикации скандального эссе Бахаревича «Темное прошлое Каяна Лупаки» по собственной инициативе вышел из Союза белорусских писателей, членом которого был с 2006 года. Является членом Белорусского ПЕН-центра.
В 2010—2011 годах вёл колонку в формате «литературно-медицинской энциклопедии» «Малая Медицинская Энциклопедия (Бахаревича)» на Радио Свобода (в 2011 году вышла отдельной книгой). Вел на Радио Свобода цикл передач «Гамбургский счет Бахаревича» — написал серию эссе, где высказал свой субъективный взгляд на белорусскую литературную классику, позже цикл вышел отдельной книгой. Следующие авторские проекты на Радио Свобода: «Календарь Бахаревича» (2013) и «Чудеса и диковины Беларуси» (2014 год). Вел колонки в чешском журнале HOST, на сайте общественно-культурной кампании «Будем белорусами» (budzma.org). В 2016 вел колонку «Тайный гость» на сайте 34mag. Входил в жюри международного кинофестиваля «Листопад». С 2015 года преподавал курс «Мастерство прозы» в Белорусском коллегиуме. В течение летом 2018 года на сайте «Белорусского журнала» публиковались разделы новой автобиографической книги Ольгерда Бахаревича «Мои девяностые».
В 2020 году вышла новая книга Бахаревича — 500-страничная сказка «Последняя книга господина А.» («Апошняя кніга пана А.»). Книга издана в результате сотрудничества минского издательства «Янушкевіч» и чешского «Вясна» (Прага). В марте 2023 года и эту книгу Бахаревича белорусские власти внесли в список экстремистских материалов.
В 2022 году роман «Дети Алиндарки» вышел в США в переводе на английский язык и скотс. Польский перевод романа «Сорока на виселице» вошел в шорт-лист Центральноевропейской премии «Ангелус» (2022).
В 2015 году на Малой сцене Государственного театра имени Янки Купалы по роману «Шабаны» Ольгерда Бахаревича поставлен спектакль. В 2020—2022 по роману «Собаки Европы» поставил спектакль Белорусский Свободный театр. Мировая премьера прошла в марте 2022 в Лондоне. В 2022 свой спектакль, основанный на второй части романа, поставила в Польше независимая театральная труппа «Купаловцы».

## Награды
Лауреат премии «Золотая буква» — 2015 за книгу «Никакой пощады Ольгерду Б.».
Лауреат премии «Книга года — 2015» за роман «Дети Алиндарки».
Лауреат премии «Книга года — 2018» за роман «Собаки Европы».
Лауреат премии «Глиняный Велес» за книгу «Практическое пособие по разорению городов».
Лауреат премии Эрвина Пискатора (Германия) "за силу его монументальных романов и глубоких эссе, в которых он исследует сущность диктатуры" (2021).
Четырежды получал вторую премию Ежи Гедройца и однажды третью. Второй премией были удостоены: «Малая Медицинская Энциклопедия Бахаревича», сборник эссе «Гамбургский счет Бахаревича», романы «Белая муха, убийца мужчин» и «Собаки Европы».
В 2015 году роман «Дети Алиндарки» получил третье место в премии имени Ежи Гедройца.
Стипендиат IHAG (Грац, Австрия), немецкого ПЕН-центра, фонда Генриха Белля, Балтийского центра писателей и переводчиков в Висбю. Получил стипендию Institut Francais (Centre International de Recollets) на 2016 год. В 2018 году получил стипендию Literarisches Colloqium Berlin.
Вошел в список десяти самых успешных белорусских писателей, составленный порталом tut.by.

## Дополнительные сведения
В 2015 году Ольгерд Бахаревич вместе с Максимом Жбанковым сыграли в первом профессиональном белорусском видеобуктрейлере «Смоление вепря» по произведению Михаила Стрельцова.
В 90-е годы прошлого века был основателем и вокалистом первой белорусскоязычной панк-группы.
Роман «Шабаны. История одного исчезновения» был первым художественным произведением, посвященным этому минскому микрорайону.